# آدهار
آدهار  في الهند هو رقم تعريف متكون من 12 خانة، يستطيع كل مقيم أن يحصل عليه، اعتماداً على بياناته الحيوية، والسكانية، تجمع البيانات هيئة الهوية الفريدة للهند التي هي دائرة حكومية أنشأتها حكومة الهند في 16 يوليو عام 2016م، وصف البنك الدولي آدهار بأنه مخطط الهوية الرقمية الأكثر تطوراً في العالم، آدهار كلمة هندية معناها أساس.